# Biblioteca Pública del Estado (Zamora)

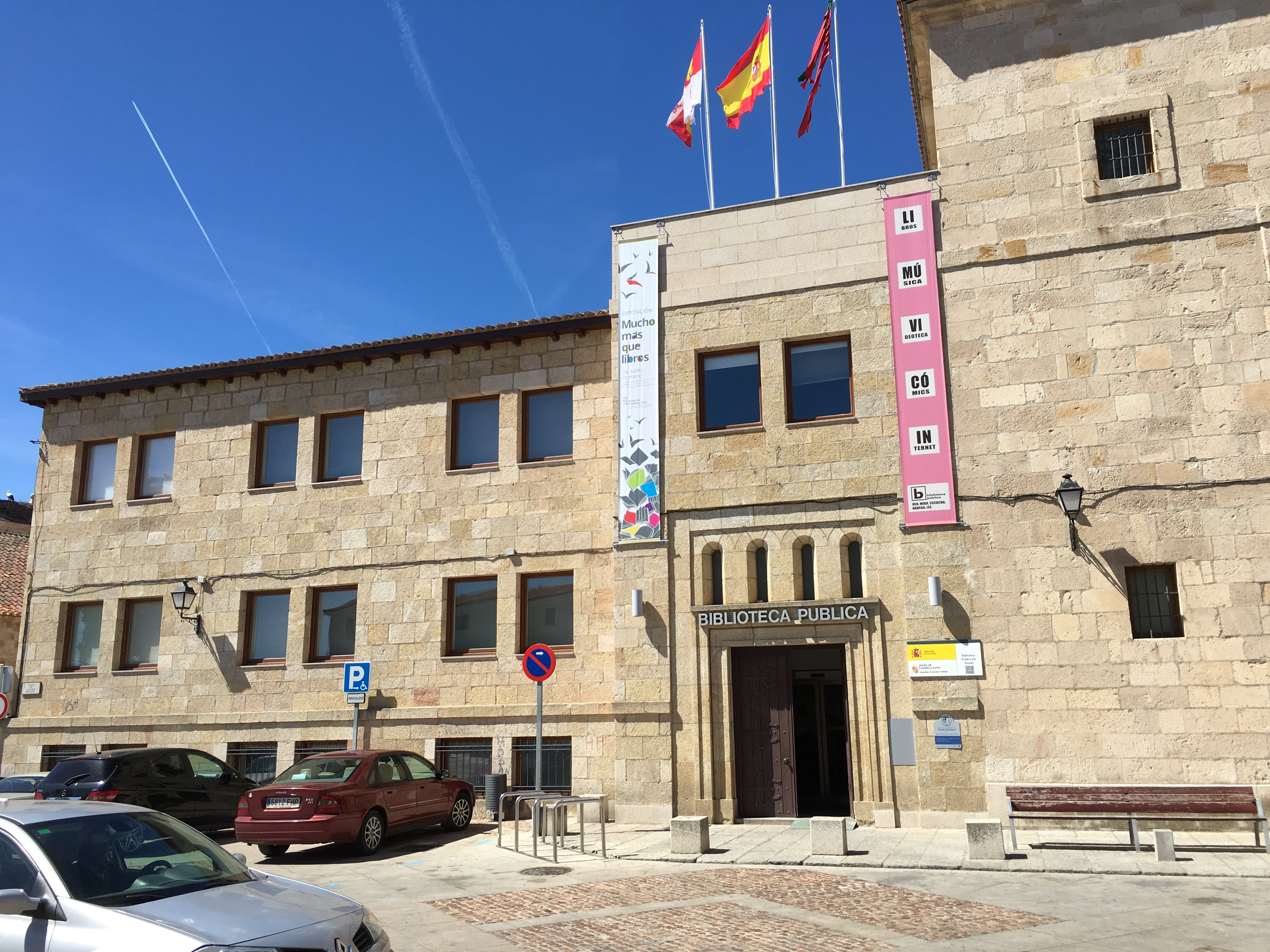
Biblioteca P. de Zamora

La Biblioteca Pública del Estado de la provincia de Zamora, ubicada en la plaza de Claudio Moyano (cercana a la plaza de Viriato en Zamora). Es una biblioteca integrada en el Sistema Español de Bibliotecas y en el Sistema de Bibliotecas de Castilla y León. La Biblioteca es de titularidad estatal, gestionada por la Junta de Castilla y León desde el año de 1986.

## Historia
La Biblioteca fue creada en el siglo XIX a partir de la desamortización de Mendizábal y conforme al Real Decreto de 8 de marzo de 1836 sus funciones iniciales eran la de reunir y conservar los fondos bibliográficos de diversos conventos de la provincia. Estos fondos tenían que reunirse en Universidades o en Institutos de Segunda Enseñanza, de modo que pasaron al Instituto General y Técnico de Zamora, que ocupaba el solar del antiguo Convento de la Concepción, en el emplazamiento actual; es por ello que se denominó Biblioteca Provincial y del Instituto.
En 1919 el Instituto se traslada al edificio del Instituto de Enseñanza Secundaria Claudio Moyano del arquitecto Miguel Mathet y Coloma, por lo que la biblioteca pasa a denominarse Biblioteca Provincial. En 1919 se instaló en el edificio la Escuela Normal masculina pero ante el deterioro del edificio la Biblioteca Provincial se trasladó en 1935 a la calle de San Vicente n.º 3 y el Archivo Histórico Provincial pasó a ocupar el lugar de la biblioteca en la plaza de Claudio Moyano. La Escuela Normal se trasladaría su nuevo emplazamiento en la confluencia de Ronda de San Torcuato y avenida Plaza de Toros en 1950.
En 1958 se creó el Centro Provincial Coordinador de Bibliotecas lo que supuso abrir nuevas bibliotecas públicas municipales. Ante la falta de espacio se aprovechó el derrumbe en 1965 del edificio de la Plaza de Claudio Moyano —donde estaba ubicado el Archivo Histórico— para elaborar un proyecto de Casa de Cultura que integrara la Biblioteca Provincial, el Centro Coordinador y el Archivo Histórico. La nueva Casa de Cultura de la Plaza de Claudio Moyano se inauguró en 1971 y su Reglamento se aprobó el 20 de marzo de 1971 (B.O.E. de 25 de mayo de 1971)  
De  nuevo se repitieron los problemas de espacio, para lo cual se estudió la ampliación de la biblioteca a la vecina Iglesia  de  la  Concepción,  que llevaba años cerrada y en muy malas condiciones —en 1989 se derrumbó el crucero—, y el Archivo Histórico se fuera a un nuevo edificio independiente a construir en la misma manzana.
Entre los años 1999-2002, se realizaron las obras de ampliación y rehabilitación del nuevo edificio ampliado según el proyecto del grupo de arquitectos formado por Emilia Checa Morán, Ignacio de las Casas Gómez y Jaime Lorenzo Sáiz-Calleja, junto con el aparejador Antonio Láiz Llamas. La superficie total edificada pasó a ser de 4.000 m². Concebida como un centro cultural, posee sala de exposiciones, salón de actos, un espacio polivalente, y las secciones habituales de una biblioteca contemporánea: sección infantil-juvenil, audiovisuales, hemeroteca, consulta y referencia y sección de préstamo.

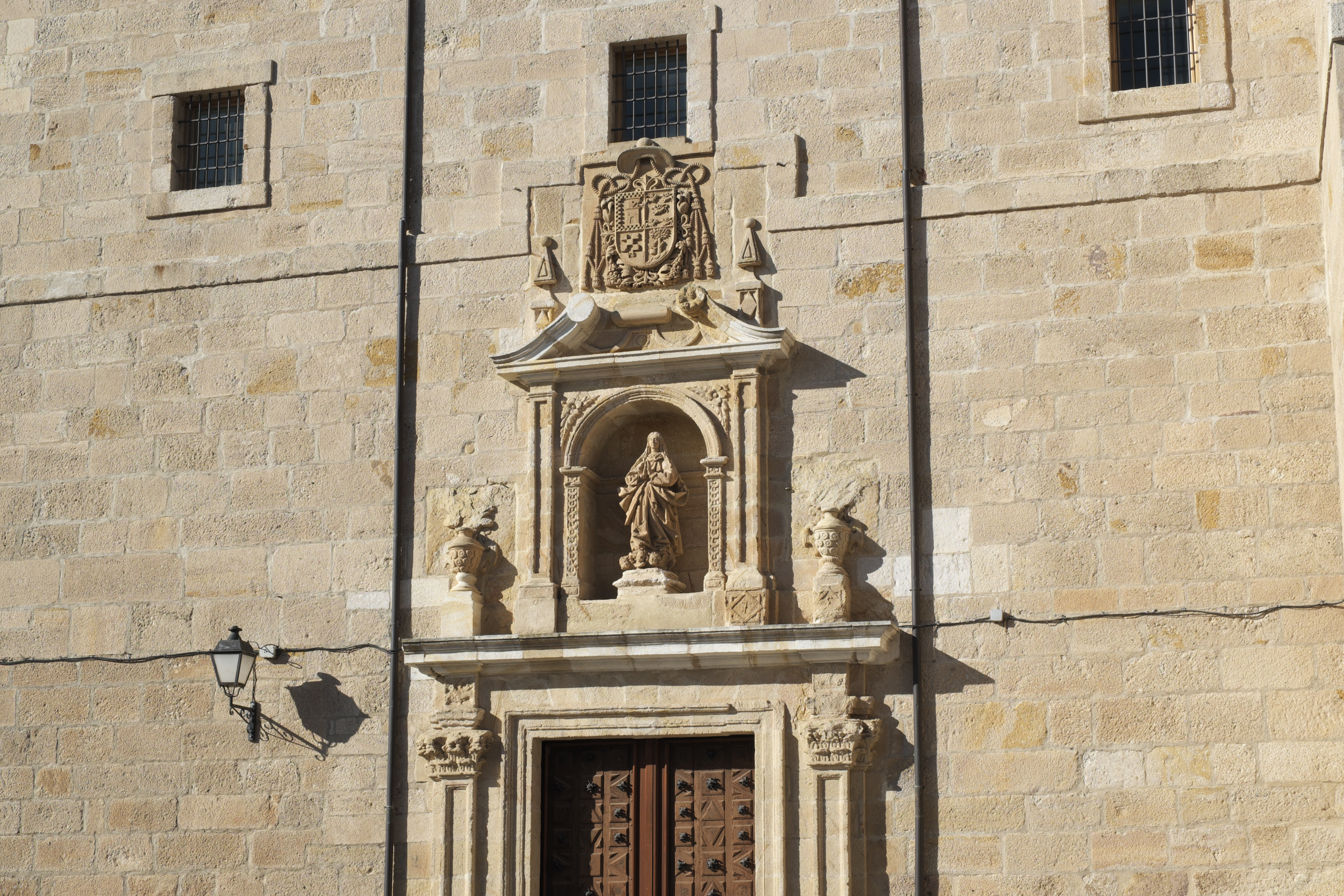
Pórtico del antiguo Convento de la Concepción de Zamora, actual Biblioteca.

## Galería

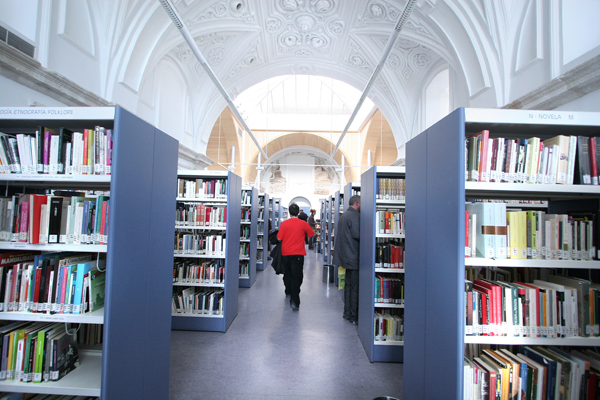
Sección de préstamo de adultos